# لورش (فورتمبرغ)
لرش (وورتمبرغ) (بالألمانية: Lorch (Württemberg)) هي بلدة، مدينة وبلدة ألمانية تقع في ألمانيا في بادن-فورتمبيرغ.[بحاجة لمصدر]